# アルテンキルヒェン (ヴェスターヴァルト)
アルテンキルヒェン (ヴェスターヴァルト) (Altenkirchen (Westerwald))はドイツ連邦共和国ラインラント＝プファルツ州アルテンキルヒェン郡にある市で、同郡の郡庁所在地。
ボンからは東に約40km、コブレンツからは北に約40kmの位置にある。
また、アルテンキルヒェン連合自治体の行政庁所在地でもある。